# 春風一番!
『春風一番!』（はるかぜいちばん）は、1986年1月11日から同年3月29日まで、日本テレビ系列で放送されたテレビドラマである。放送時間は、毎週土曜21:00 - 21:54(JST) 。全12話。
人情コメディードラマとして制作された。1984年から1985年にかけて放送された『風の中のあいつ』、『気になるあいつ』に続き、渡辺徹と明石家さんまのコンビを前面に押し出したドラマとなった。
また、本作では、この頃にすっかり肥満となった渡辺の体形を揶揄する演出が随所に盛り込まれた。

## 内容
東京下町のちゃんこ料理屋を舞台に、元力士の若者・水島大の元に、亡くなった父親の腹違いの兄が息子と共にやってくる。だが、その親子は…。

## 出演
- 水島大：渡辺徹
- 梶谷雄一：明石家さんま
- 永田知恵：松本伊代
- 水島ツネ子（大の母）：菅井きん
- 水島久子：松原智恵子
- 香の叔母・雪江：大場久美子
- 水島香：大西結花
- 大の姪・美津子：酒井法子
- 岩田：赤塚真人 - 香りの学校の担任教師。
- 哲夫：梅宮辰夫
- 永田：名古屋章 - 知恵の父で、町会長。
- 黒田アーサー
- 良平：中西良太
- カモ子：野村昭子
- 牧伸二
- 鈴木正幸
- 原ひさ子
- 梶谷節子（雄一の母）：正司歌江
- 雄一の息子・純：冨田晋寛
- 純の母・幸子：千野弘美

## スタッフ
- 脚本：稲葉明子、石原純一
- 演出：細野英延、中山史郎、太田雅晴、佐藤東弥
- プロデューサー：平林邦介、赤羽根敏男
- 音楽：馬飼野康二

- 技術：伊藤邦男
- 撮影：片野憲司
- 照明：小花広光
- 音声：戸田幸春
- 調整：守屋誠一
- 編集：桜井美紀夫
- MA：大森良憲
- 選曲効果：門司正一
- 美術：門奈昌彦、豊島紘武
- 装置：宮坂博明
- 装飾：笹原章二
- 持道具：吉田英弘
- 特効：山室敦嗣
- 衣装：八田嶺夫
- 活花：鈴木さち子
- スタイリスト：清水まどか
- 化粧：家守浩子
- 広報：飯島哲夫
- スチール：金刺文三夫
- 記録：布施昌子
- 演出補：太田雅晴、阿部雄一
- 制作補：藤本一彦
- 制作協力：生田スタジオ（相馬清三）
- 製作著作：日本テレビ

## 主題歌
- 「熱情」（歌：渡辺徹）
  - 作詞：有川正沙子／作曲：稲葉喜美子／編曲：大谷和夫

## サブタイトル
| 話数   | サブタイトル               | 放送日  | 脚本     | 演出     |
| ------ | -------------------------- | ------- | -------- | -------- |
| 第1話  | どえらい兄弟そろい踏み!    | 1月11日 | 稲葉明子 | 細野英延 |
| 第2話  | 見合って見合って大爆発     | 1月18日 | 稲葉明子 | 細野英延 |
| 第3話  | カスバの女                 | 1月25日 | 石原純一 | 中山史郎 |
| 第4話  | 春雨!春雷!桜吹雪!          | 2月1日  | 石原純一 | 中山史郎 |
| 第5話  | 父ちゃんのちゃんこが恋しい | 2月8日  | 稲葉明子 | 細野英延 |
| 第6話  | 私のセンセイ、オバの愛人?  | 2月15日 | 稲葉明子 | 太田雅晴 |
| 第7話  | 先輩、来ちゃった           | 2月22日 | 石原純一 | 中山史郎 |
| 第8話  | 春の嵐                     | 3月1日  | 石原純一 | 佐藤東弥 |
| 第9話  | 結婚式でどすこい           | 3月8日  | 稲葉明子 | 中山史郎 |
| 第10話 | 生放送で上手出し投げ       | 3月15日 | 石原純一 | 細野英延 |
| 第11話 | さよならを言わずに消えた   | 3月22日 | 石原純一 | 中山史郎 |
| 最終話 | 千秋楽でどすこい           | 3月29日 | 石原純一 | 細野英延 |